# Энгельн
Энгельн (нем. Engeln) — община в Германии, в земле Нижняя Саксония.
Входит в состав района Дипхольц. Подчиняется управлению Брухгаузен-Фильзен.  Население составляет 1145 человек (на 31 декабря 2006 года). Занимает площадь 31,22 км².
Община подразделяется на 4 сельских округа.
| Год  | Население |
| ---- | --------- |
| 1990 | 1082      |
| 1995 | 1082      |
| 2000 | 1106      |
| 2005 | 1151      |
| 2010 | 1072      |